# Halfdan Hansen
Halfdan Nicolai Hansen (16 de octubre de 1883-1 de abril de 1953) fue un deportista noruego que compitió en vela en la clase 12 Metre. Fue padre del también regatista Børre Falkum-Hansen.
Participó en los Juegos Olímpicos de Estocolmo 1912, obteniendo una medalla de oro en la clase 12 Metre.

## Palmarés internacional
| Juegos Olímpicos | Juegos Olímpicos   | Juegos Olímpicos | Juegos Olímpicos |
| Año              | Lugar              | Medalla          | Clase            |
| ---------------- | ------------------ | ---------------- | ---------------- |
| 1912             | Estocolmo (Suecia) | Medalla de oro   | 12 Metre         |